# Moses Abraham Brandeis
Moses Abraham Brandeis (geboren 1765 in Fürth; gestorben am 13. September 1819 in Bingen) war ein deutscher Rabbiner.

## Leben und Wirken
Moses Abraham Brandeis war der Sohn von Simon Halevi Brandeis und Enkelsohn des Jacob bar Moshe Brandeis ha Levi. Einer seiner Vorfahren war der Maharal. Er heiratete Hanna Heller, Tochter des Dürkheimer Rabbiners Abraham bar Jakob-Koppel Heller. Nach dessen Tod im Jahre 1794 wurde er sein Nachfolger als Leininger Landesrabbiner in Dürkheim. Brandeis nahm am „Großen Sanhedrin“ unter Napoleon Bonaparte 1806 in Paris teil. Am 5. Juli 1809 wurde er auf dessen Beschlüsse vereidigt und dem Oberrabbiner in Mainz unterstellt. Er wurde als Nachfolger des 1808 gestorbenen Gumbrich Mehler Rabbiner in Bingen.
Brandeis ist auf dem Jüdischen Friedhof Bingen begraben (Grabstein Nr. 420A).